# Comarca d'Àvila
Comarca d'Àvila és una comarca de la província d'Àvila, també coneguda com a Valle Amblés y Sierra Ávila. Limita al nord amb La Moraña, al sud amb la de Vall de l'Alberche i amb El Barco de Ávila-Piedrahíta, a l'est amb Cuenca del Guadarrama i Sierra Oeste de Madrid i a l'oest amb la Comarca d'Alba de Tormes, a la província de Salamanca. La capital de la comarca és Àvila.

## Municipis que la formen

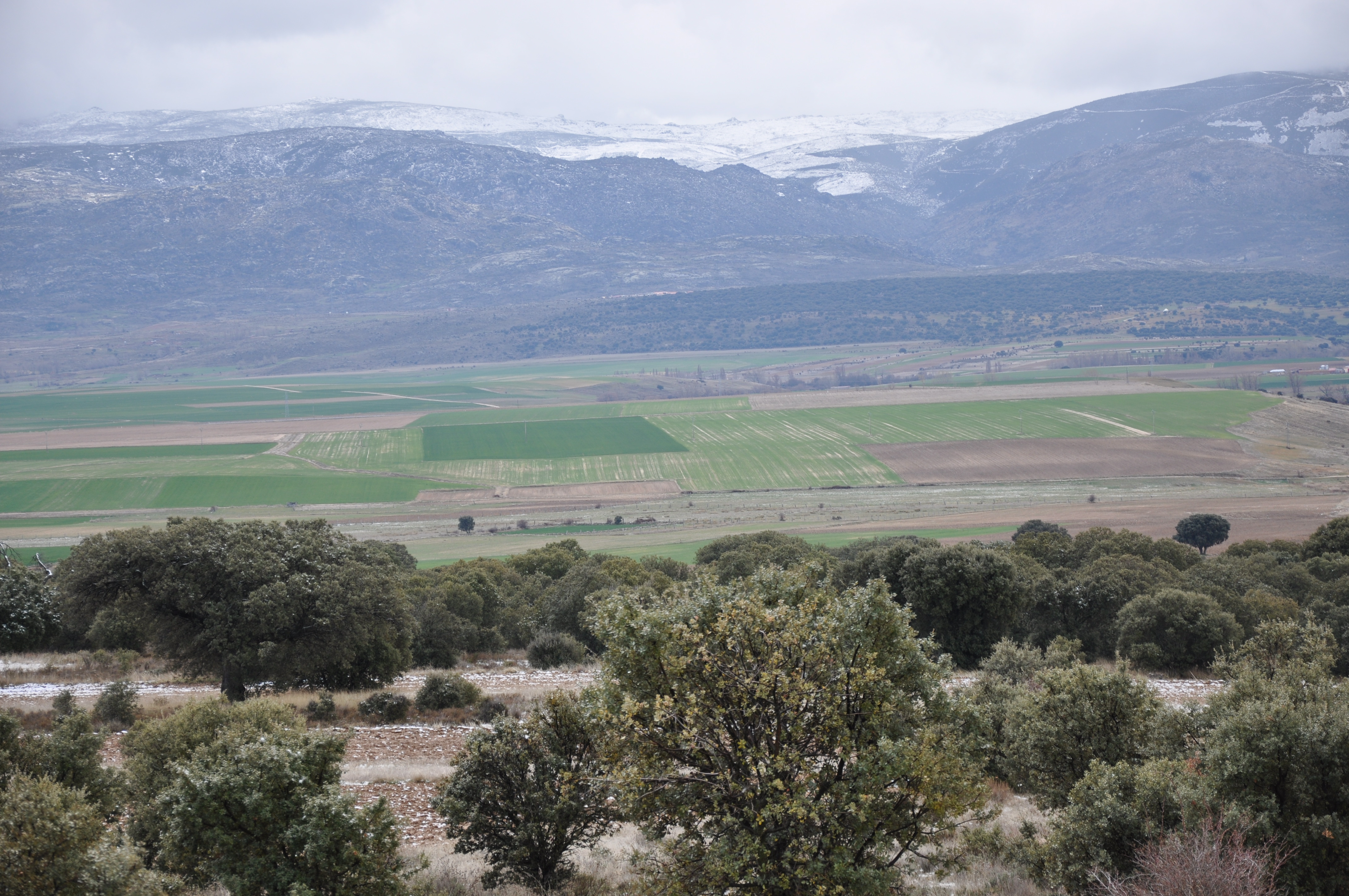
Comarca d'Ávila, El Valle de Amblés i Sierra de la Paramera

- Aveinte
- Àvila
- Diego del Carpio
- Amavida
- Barromán
- Berrocalejo de Aragona
- Blascomillán
- Blascosancho
- Brabos
- Bularros
- Cabezas del Villar
- Casasola
- Cardeñosa
- Chamartín
- Cillán
- El Oso
- El Parral
- Gallegos de Altamiros
- Gallegos de Sobrinos
- Gemuño
- Gotarrendura
- Grandes y San Martín
- Herradón de Pinares
- Herreros de Suso
- Hurtumpascual
- La Colilla
- La Hija de Dios
- La Serrada
- La Torre
- Las Berlanas
- Maello
- Mancera de Arriba
- Manjabálago
- Marlín
- Martiherrero
- Mediana de Voltoya
- Mengamuñoz
- Mironcillo
- Mirueña de los Infanzones
- Monsalupe
- Muñana
- Muñico
- Muñogalindo
- Muñogrande
- Muñopepe
- Muñotello
- Narrillos del Rebollar
- Narros del Puerto
- Niharra
- Ojos-Albos
- Padiernos
- Peñalba de Ávila
- Poveda
- Pozanco
- Pradosegar
- Riocabado
- Riofrío
- Salobral
- San Esteban de los Patos
- San García de Ingelmos
- San Juan de la Encinilla
- San Juan del Olmo
- San Miguel de Serrezuela
- Sanchorreja
- Santa María del Arroyo
- Santa María del Cubillo
- Santo Domingo de las Posadas
- Sigeres
- Solana de Rioalmar
- Solosancho
- Sotalbo
- Tolbaños
- Tornadizos de Ávila
- Valdecasa
- Vega de Santa María
- Velayos
- Villaflor
- Villanueva de Ávila
- Villatoro
- Vita